# Шевире ле Руж
Шевире ле Руж (фр. Cheviré-le-Rouge) насеље је и општина у западној Француској у региону Лоара, у департману Мен и Лоара која припада префектури Сомир.
По подацима из 2005. године у општини је живело 798 становника, а густина насељености је износила 22,2 становника/km². Општина се простире на површини од 35,96 km². Налази се на средњој надморској висини од 73 метара (максималној 104 m, а минималној 30 m).

## Демографија
| 1962. | 1968. | 1975. | 1982. | 1990. | 1999. | 2011. |
| ----- | ----- | ----- | ----- | ----- | ----- | ----- |
| 956   | 902   | 774   | 753   | 756   | 724   | 934   |

График промене броја становника у току последњих година